# Herb Saint Clement
Herb Saint Clement – symbol heraldyczny Saint Clement, jednego z 12 okręgów administracyjnych (zwanych parish-ami), znajdującego się na wyspie Jersey, jednej z Wysp Normandzkich.
Przedstawia na błękitnej tarczy złotą kotwicę (krzyż marynarski).
Herb przyjęty został w 1921 lub 1923 roku.
Kotwica to atrybut św. Klemensa (św. Klemens I lub Klemens Rzymski) patrona kościoła w St. Clement. Według legendy cesarz Trajan zesłał go na wygnanie do Pontu i kazał go wrzucić do Morza Czarnego z kotwicą zawieszoną u szyi.
Wizerunek herbu Saint Clement widnieje na okolicznościowych monetach o nominale jednego funta Jersey.